# Пулинська волость
Пулинська волость — адміністративно-територіальна одиниця Житомирського повіту Волинської губернії з центром у містечку Пулини.

## Історія
Станом на 1885 рік складалася з 19 поселень, 15 сільських громад. Населення — 14870 осіб (7285 чоловічої статі та 7585 — жіночої), 564 дворових господарства.
|                     | Площа, дес. | У тому числі орної, десятин |
| ------------------- | ----------- | --------------------------- |
| Сільських громад    | 11307       | 6092                        |
| Приватної власності | 32955       | 6486                        |
| Казенної власності  | 1471        | 63                          |
| Іншої власності     | 469         | 241                         |
| Загалом             | 46202       | 12882                       |

- Пулини — колишнє власницьке містечко за 35 верст від повітового міста, 552 особи, 71 двір, православна церква, костел, католицька каплиця, синагога, єврейський молитовний будинок, школа, 2 постоялих будинки, торговельна лазня, лавка, базари у неділі, 2 ярмарки на рік, ковбасний завод. За 6 верст — поштова станція Руднівська. За 6 верст — німецька колонія Адамівка з кузнею, водяним млином, пивоварним заводом. За 6 верст — німецька колонія Лодзянівка зі школою, кузнею, вітряним млином, шкіряним заводом. За 7 верст — цегельний завод. За 12 верст — чиншеве село Старчанка з постоялим двором, паровим млином. За 15 верст — німецька колонія Каролінка з кирхою, кузнею, паровим млином. За 18 верст — чиншеве село Торгонієва Рудня з постоялим двором, 4 шкіряними заводами.
- Вільськ — колишнє власницьке село при річці Кам'янка, 640 осіб, 55 дворів, православна церква, 2 постоялих будинки.
- Івановичі — колишнє власницьке село при річці Ірша, 1129 осіб, 129 дворів, православна церква, постоялий будинок.
- Колодіївка — колишнє власницьке село, 120 осіб, 15 дворів, православна церква, постоялий будинок.
- Садиба — колонія євреїв-землевласників при річці Кам'янка, 402 особи, 18 дворів, молитовний будинок, лавка.
- Стрибіж — колишнє власницьке містечко при річці Світлиця, 578 осіб, 71 двір, православна церква, постоялий будинок[1].

У 1923 році на території волості утворено Адамівську, Бабичівську, Буряківську, Вацлавпільську, Вигодська, Вільську, В'юнківську, Гуто-Юстинівську, Дубовецьку, Здань-Болярську, Івановицьку, Колодіївську, Корчівську, Кошелівську, Кручинецьку, Мартинівську, Неборівську, Ново-Заводську, Новопільську, Олізарівську, Павлівську, Прутівську, Пулинсько-Гутську, Пулинську, Радецько-Болярську, Сколобівську, Старо-Олександрівську, Стрибізьку, Цвітянську, Чорнявську, Шереметівську, Щербинівську та Юлянівську сільські ради. 7 березня 1923 року, відповідно до указу ВУЦВК «Про адміністративно-територіальний поділ», територію волості розділено між новоутвореними Пулинським та Черняхівським районами Житомирської округи.